# Чемпионат Восточной зоны 1949 года
Чемпионат Восточной зоны по футболу (нем. Ostzonenmeisterschaft) 1949 года — второй футбольный чемпионат на территории Восточной Германии. Схема турнира осталась той же, что и в 1948 году — в чемпионате приняло участие 10 команд — по две от каждой из пяти земель (Мекленбург-Передняя Померания, Бранденбург, Саксония, Тюрингия и Саксония-Анхальт). В отличие от предыдущего турнира, его участники были выбраны несмотря на то, что региональные первенства на тот момент ещё не были завершены. Победитель предыдущего турнира — Планитц — для участия не квалифицировался. Финалист турнира 1948 года — Фрайимфельде Галле, переименованный в Унион Галле, дошёл до финала второй раз подряд и выиграл титул.

## Плей-офф

### Квалификационный раунд
| 8 мая 1949         | \| Франц Меринг Марга \| 2:0 \| Шверин \| | Коттбус Зрителей: 10,000 |
| Франц Меринг Марга | 2:0                                       | Шверин                   |

| 8 мая 1949        | \| Айнтрахт Штендаль \| 4:3 \| Альтенбург-Норд \| | Планитц         |
| Айнтрахт Штендаль | 4:3                                               | Альтенбург-Норд |

### Четвертьфинал
| 29 мая 1949       | \| Айнтрахт Штендаль \| 4:0 \| Франц Меринг Марга \| | Дессау Зрителей: 7,000 |
| Айнтрахт Штендаль | 4:0                                                  | Франц Меринг Марга     |

| 29 мая 1949    | \| Фортуна Эрфурт \| 10:0 \| Висмар Зюд \| | Йена Зрителей: 10,000 |
| Фортуна Эрфурт | 10:0                                       | Висмар Зюд            |

| 29 мая 1949 | \| Меране \| 3:2 \| Бабельсберг \| | Бранденбург Зрителей: 9,000 |
| Меране      | 3:2                                | Бабельсберг                 |

| 29 мая 1949 | \| Унион Галле \| 2:1 \| Фридрихштадт Дрезден \| | Курт Ваббель Штадион, Галле Зрителей: 20,000 |
| Унион Галле | 2:1                                              | Фридрихштадт Дрезден                         |

### Полуфинал
| 12 июня 1949 | \| Унион Галле \| 3:0 \| Айнтрахт Штендаль \| | Курт Ваббель Штадион, Галле Зрителей: 20,000 |
| Унион Галле  | 3:0                                           | Айнтрахт Штендаль                            |

| 12 июня 1949   | \| Фортуна Эрфурт \| 4:3 (доп.время) \| Меране \| | Гроскампфбан, Хемниц Зрителей: 25,000 |
| Фортуна Эрфурт | 4:3 (доп.время)                                   | Меране                                |

### Финал
| 26 июня 1949                                       | \| Унион Галле \| 4:1 \| Фортуна Эрфурт \| \| Раппзильбер 38′, 71′ · Тайле 48′ · Веркмайстер 64′ \| Голы \| Шмидт 77′ \| | Хайнц Штайер Штадион, Дрезден Зрителей: 50,000 Судья: Герхард Шульц (Дрезден) |
| Унион Галле                                        | 4:1 | Фортуна Эрфурт                                                                |
| Раппзильбер 38′, 71′ · Тайле 48′ · Веркмайстер 64′ | Голы | Шмидт 77′                                                                     |